# Chaerilobuthus serratus
Chaerilobuthus serratus – wymarły gatunek skorpiona z rodziny Chaerilobuthidae.
Gatunek ten opisany został w 2016 roku przez Wilsona R. Lourenço na podstawie pojedynczego, młodocianego osobnika, zachowanego w bursztynie. Okaz pochodzi z dolnej kredy i znaleziony został w Birmie, w stanie Kaczin.
Holotypowy skorpion ma długość 10,3 mm, barwę rudą do rudobrązowej i niewyraźnie widoczne oczy środkowe. Karapaks ma 1,54 mm długości, a sternum jest pięciokątne. Pierwszy segment zaodwłoka ma 6, kolejne trzy po 8, a piąty 7 żeberek. Żeberka grzbietowe segmentu czwartego i piątego są wyraźnie piłkowane. Telson o niebulwowatym gruczole i długim, umiarkowanie zakrzywionym kolcu. Nogogłaszczki mają po 2 trichobotria brzuszne na dłoni szczypiec, a na ich palcach serie zaokrąglonych, małych granulek, przeplatanych granulkami dodatkowymi. Uda nogogłaszczków prawdopodobnie z 5, a rzepki z 5 lub 6 żeberkami. Odnóża trzeciej i czwartej pary pozbawione są ostróg na goleniach.